# Своп каматних стопа
Своп каматних стопа представља популаран пример свопа. Једна страна се слаже да плаћа камате за одређени износ по одређеној фиксној каматној стопи одређени број година. Уместо тога добија камате по променљивој стопи исти број година за исти износ.
Међународни износ уговора по свопу каматних стопа је 2006. био 55% тржишта деривативима.

## Коришћење
Промељива каматна стопа се за многе уговоре о свопу каматних стопа одређује према Либору или Еурибору. Либор представља референтну каматну стопу за зајмове на међународном тржишту. 
Своп се често користи тако да једна страна претвори свој кредит по променљивој каматној стопи у кредит по фиксној каматној стопи. Тада та страна зна да ће увек плаћати по фиксној каматној стопи. Ослобођена је ризика повећања каматних стопа, али ће имати губитак ако каматне стопе падну.
Постоји и своп између различитих валута. Једна страна плаћа фиксне камате у једној валути. Та страна жели да претвори камате у другу валуту по променљивој каматној стопи. Очекује да Либор по тој другој валути оде доле, тј. да падну камате у тој другој валути.
Могућ је и своп између различитих валута по променљивим каматним стопама. Једна страна плаћа камате у једној валути по променљивој каматној стопи и очекује да ће нека друга валута имати већи пад каматних стопа од те прве валуте. Тада им се исплати ући у своп.